# Marina Mabrey
Marina Mabrey (ur. 14 września 1996 w Red Bank) – amerykańska koszykarka występująca na pozycji rzucającej, Chicago Sky, w WNBA.
21 lutego 2020 trafiła w wyniku wymiany do Dallas Wings. 11 lutego 2023 została wytransferowana do Chicago Sky.

## Osiągnięcia
Stan na 3 czerwca 2023, na podstawie, o ile nie zaznaczono inaczej.
NCAA
- Mistrzyni NCAA (2018)
- Wicemistrzyni NCAA (2019)
- Uczestniczka rozgrywek:
  - Elite 8 turnieju NCAA (2017–2019)
  - Sweet 16 turnieju NCAA (2016–2019)
- Mistrzyni:
  - sezonu regularnego konferencji Atlantic Coast (ACC – 2016–2019)
  - turnieju ACC (2016, 2017, 2019)
- Zaliczona do:
  - I składu:
    - najlepszych pierwszorocznych zawodniczek ACC (2016)
    - ACC All-Academic (2016)
    - turnieju:
      - ACC (2017, 2018)
      - Spokane All-Regional (2018)
      - NCAA All-Regional (2017)
      - Junkanoo Jam (2016)

  - II składu ACC (2018)

Drużynowe
- Mistrzyni:
  - Łotwy (2020)[5]
  - Włoch (2023)
- Wicemistrzyni Australii (2022)
- 3. miejsce w Eurolidze (2023)
- Zdobywczyni:
  - Pucharu Włoch (2023)
  - Superpucharu Włoch (2022)

Indywidualne
(* – wyróżnienia przyznane przez portal eurobasket.com
- Zaliczona do II składu ligi izraelskiej (2021)[6]
- Liderka strzelczyń ligi izraelskiej (2021)[6]

Reprezentacja
- Mistrzostwa Ameryki U–18 (2014)